# Lobkovice (przystanek kolejowy)
Lobkovice – przystanek kolejowy w miejscowości Lobkovice, w kraju środkowoczeskim, w Czechach. Znajduje się na wysokości 170 m n.p.m..
Jest zarządzany przez Správę železnic. Na przystanku nie ma możliwości zakupu biletów, a obsługa podróżnych odbywa się w pociągu. 

## Linie kolejowe
- 074 Čelákovice - Neratovice